# Racing White Daring Molenbeek
El Racing White Daring Molenbeek (RWD Molenbeek) fou un club de futbol de Bèlgica, de la municipalitat de Molenbeek-Saint-Jean, Regió de Brussel·les-Capital.

## Història
El club fou el resultat nombroses fusions de diversos clubs al llarg de la història. Els clubs dels quals nasqué foren:

### Racing Club de Bruxelles
Aquest club es creà a Koekelberg el 1890, com un club d'atletisme. El 1894 es creà la seccióo de futbol amb el nom de Racing Football Club. Un any més tard ingressà a l'Associació Belga amb el nom de Racing Club de Bruxelles. Abans de la Primera Guerra Mundial fou un dels clubs més destacats del país, guanyant 6 lligues i 1 copa. El 1925 baixà a segona divisió i inicià un període de declivi que el portà l'any 1963 a fusionar-se amb el White Star per formar el Royal Racing White.

### White Star AC
El White Star fou fundat el 1909 per estudiants. No fou un club punter al país i mai guanyà cap títol important. La seva millor època fou entre 1934 i 1947 en què participà a primera divisió. L'any 1963 es fusionà amb el RC Bruxelles per formar el Royal Racing White.

### Royal Racing White
El 1963, resultat de la fusió de White Star i Racing Club de Bruxelles nasqué el Royal Racing White. Jugà a primera divisió entre 1965 i 1973 i el seu estadi era l'estadi Fallon. Com a màxim èxit assolí una final de la copa belga. L'any 1973 es fusionà amb el Daring Club per formar el RDWM.

### Daring Club de Bruxelles
El Daring Club de Bruxelles es fundà el 1895 impulsat per un grup d'estudiants. Fou el segon club en afiliar-se a l'Associació Belga de Futbol. El 1899 fou expulsat del seu camp de joc i per evitar el problema decidí fusionar-se amb el Brussels FC esdevenint Daring Brussels FC. El 1902 es fusionà amb dos nous clubs, l'Union Sportive Molenbeekoise i l'Skill FC i retornà al seu nom original. Fou un dels clubs més destacats abans de la Segona Guerra Mundial, establint gran rivalitat amb el Royale Union Saint-Gilloise. El 1920 inaugurà el seu estadi a Molenbeek-Saint-Jean. En total guanyà cinc lligues belgues. L'any 1950 es reanomenà Royal Daring Club de Bruxelles i vint anys més tard Royal Daring Club Molenbeek. L'any 1973 es fusionà amb el Racing White per formar el RDWM.

### Racing White Daring Molenbeek
El RWDM nasqué fusió de Racing White i Daring Club de Bruxelles el 1973. El Racing aportà un equip sòlid, mentre que el Daring aportà l'estadi i un públic fidel. Els seus majors èxits foren la lliga belga de 1975 i unes semifinals de la Copa de la UEFA el 1977. Començà a patir problemes econòmics el 1984 que el portaren a la fallida econòmica el 2002 i la seva desaparició. L'estadi del club fou ocupat pel K.F.C. Strombeek (de prop de Brussel·les) que esdevingué F.C. Molenbeek Brussels Strombeek.
Després de la desaparició, el 2002, en el seu lloc els aficionats crearen una nova entitat anomenada Racing Whitestar Daring Molenbeek amb la intenció de reviure el nou club.

## Palmarès

### Racing Club de Bruxelles
- Lliga belga (6): 1896-97, 1899-00, 1900-01, 1901-02, 1902-03, 1907-08
- Copa de Bèlgica (1): 1912

### Daring Club de Bruxelles
- Lliga belga (5): 1911-12, 1913-14, 1920-21, 1935-36, 1936-37
- Copa de Bèlgica (1): 1934-35

### Racing White Daring Molenbeek
- Lliga belga (1): 1975